# Źródło proroka Eliasza
Źródło proroka Eliasza – źródło w Dolinie Eliaszówki na północ od zabudowań miejscowości Czerna, w województwie małopolskim, w powiecie krakowskim, w gminie Krzeszowice. Znajduje się w rezerwacie przyrody Dolina Eliaszówki na północ od klasztoru w Czernej i Diabelskiego Mostu na Wyżynie Olkuskiej, po prawej (wschodniej) strony drogi z Krzeszowic przez Gorenice do Olkusza, trochę powyżej dawnego muru klasztornego, który przebiegał w poprzek tej drogi.
Źródło jest ocembrowane w kształcie serca. Obudowę tę wykonano ponad 100 lat temu, informację o niej podaje S. Polaczek w monografii Ziemi Chrzanowskiej w 1914 r. Nad źródłem znajduje się kapliczka kamienna (z 1848 roku) z obrazem biblijnego proroka Eliasza. Miejsce to ma symbolizować biblijny teren nad potokiem Kerit (Dolina Kerit), gdzie prorok mieszkał w grocie, pił wodę ze źródła i był karmiony przez kruka.
Woda bijąca ze źródła łączy się przy nim z płynącą z północy Krzeszówką (dawniej na odcinku do ujścia Czernki nazywaną potokiem Eliaszówka). Według legendy kto napije się wody ze źródła znajdzie prawdziwą miłość. Stąd też ma ono drugą nazwę – Źródło Miłości. Przy źródle zamontowano współcześnie tablicę informacyjną, kładkę i ławki.
Zamontowana przy źródle współczesna tablica informacyjna podaje, że warstwa wodonośna źródła znajduje się w wapieniach z okresu karbonu. Jest to źródło podzboczowe, spływowe, o niewielkiej wydajności (3,5 l/s). Woda ma temperaturę 8,2 °C, odczyn obojętny (pH=7,23). Jest to woda słodka, wodorowęglanowo-siarczanowo-wapniowa słabo zmineralizowana (459,0 mg/l). Przebywający w pobliskich Krzeszowicach Zygmunt Krasiński, wierzył, że tutejsza woda ze źródła uleczy jego chore oczy.
Nad źródłem znajdują się malownicze wąwozy (we wschodniej stronie Doliny Eliaszówki): wąwóz Kulenda i Mazurowe Doły, które są wycięte w skałach wapiennych.

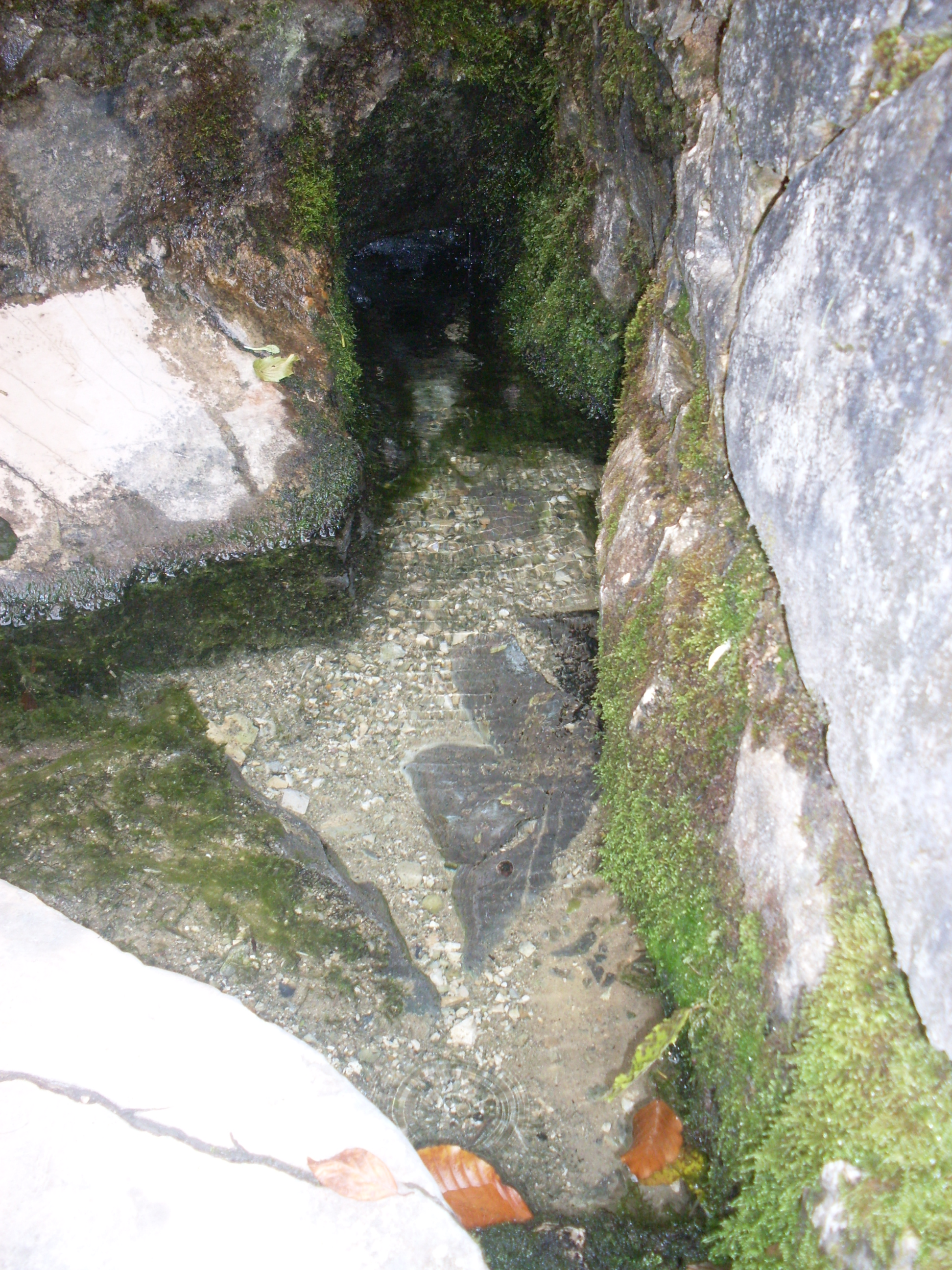
Źródło
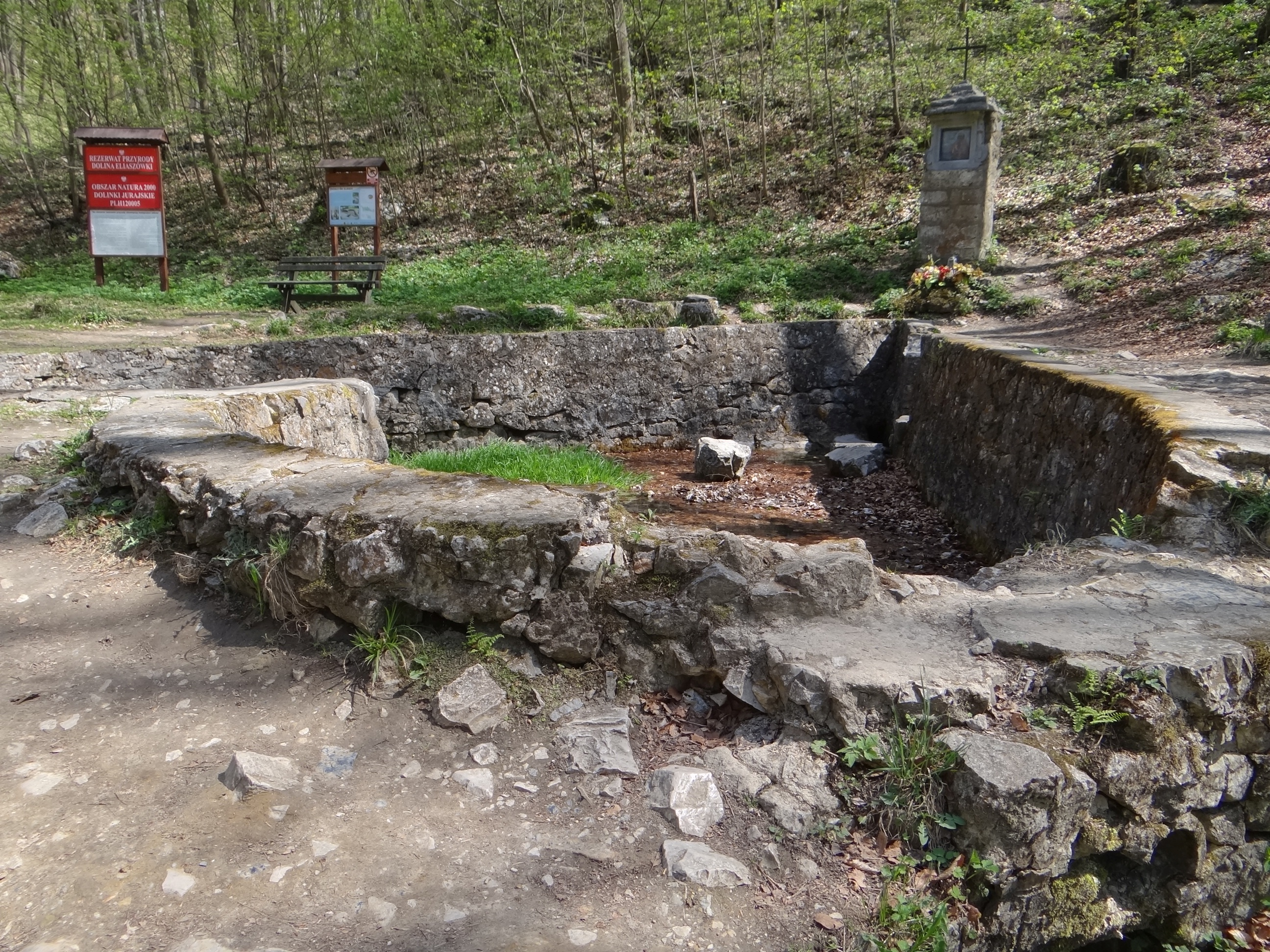
Ocembrowane źródło w kształcie serca
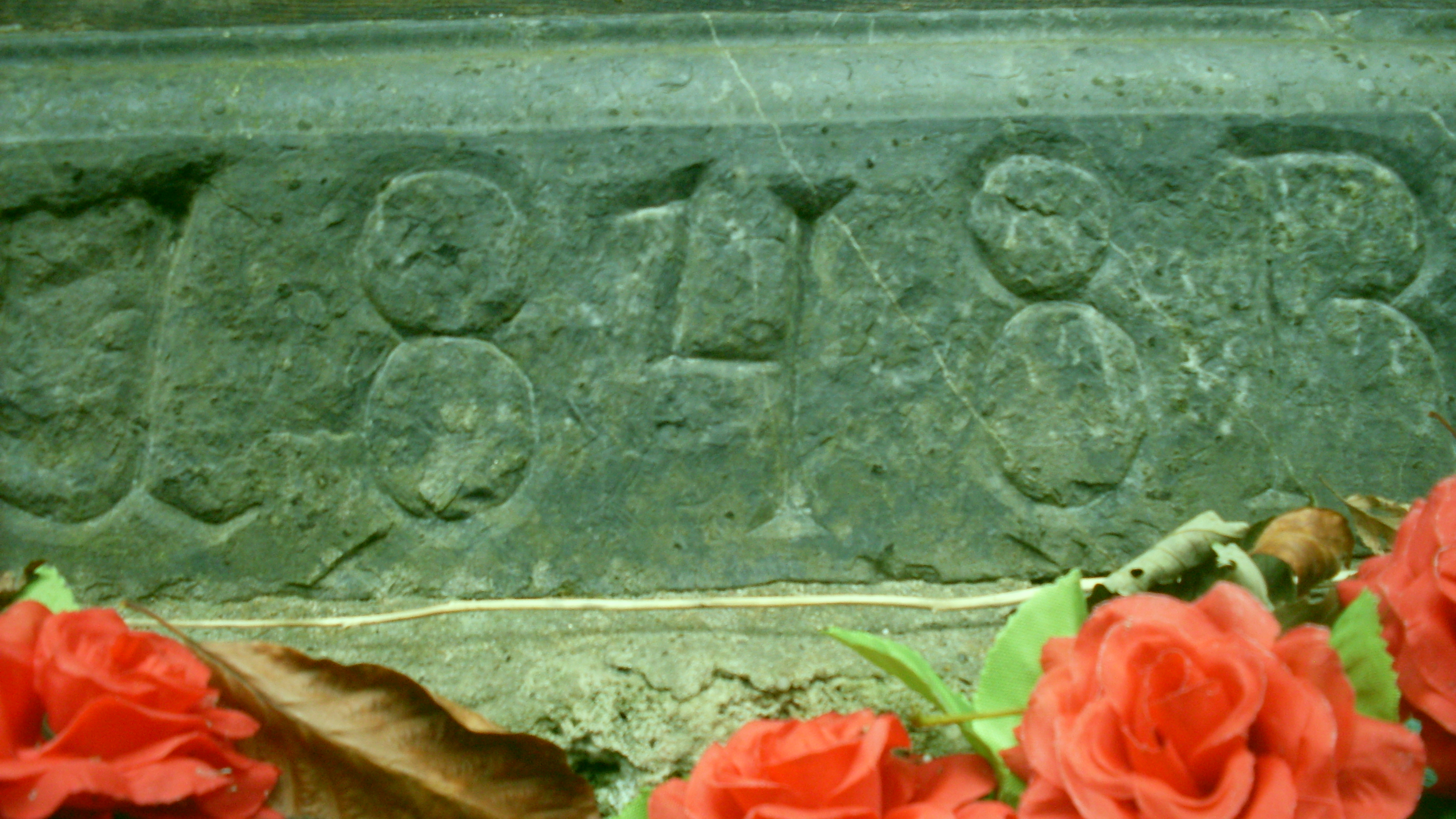
Fragment kapliczki kamiennej z 1848
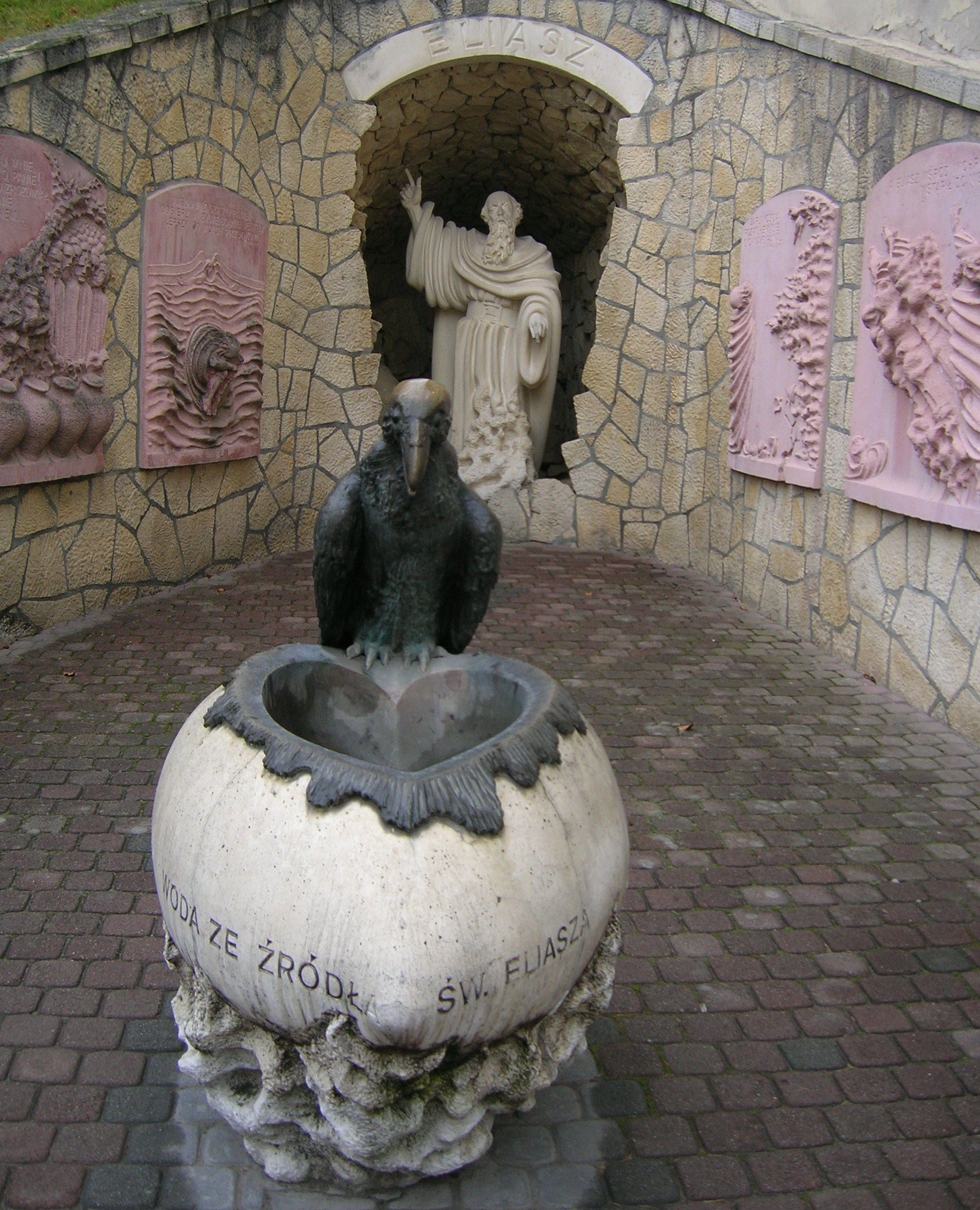
Woda ze źródła oraz figura i płaskorzeźby z historii biblijnej Eliasza na terenie klasztoru w Czernej
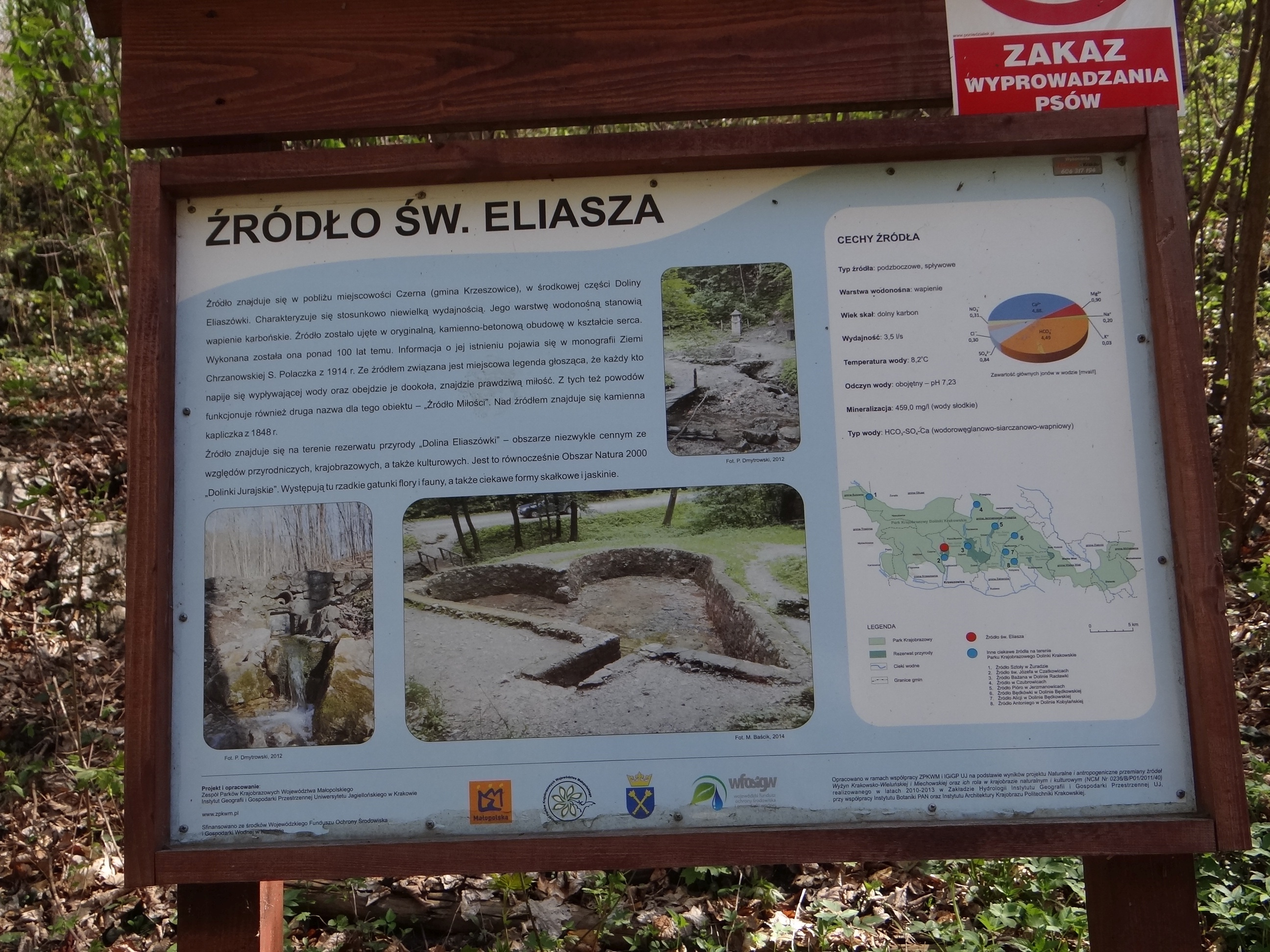
Tablica informacyjna przy źródle

## Szlaki turystyczne
– żółty z Olkusza przez Dolinę Eliaszówki i rezerwat przyrody oraz Dolinę Racławki do Paczółtowic.
 – niebieski z Krzeszowic przez Bartlową Górę, Dolinę Eliaszówki, Dębnik i Siedlec do Krzeszowic.